# Archip Koeindzji
Archip Ivanovitsj Koeindzji (Russisch: Архип Иванович Куинджи) (Marioepol, 27 januari 1841 - Sint-Petersburg?, 11 juli 1910) was een Pontisch Griekse kunstschilder uit het Russische Rijk, die zich specialiseerde in landschappen. Hij maakte deel uit van de stroming van de Zwervers.

## Levensloop
Koeindzji werd geboren in Marioepol in het huidige Oekraïne als zoon van een arme Griekse schoenmaker. Hij bracht zijn jeugd echter voor het grootste deel door in Taganrog. Toen hij 6 jaar was verloor hij zijn ouders, en was hij gedwongen om in zijn eigen levensonderhoud te voorzien door op de bouwplaats van de nieuwe kerk en in winkels te werken. Van 1860 tot 1865 werkte hij in een fotostudio. In 1865 werd hij in Feodosija leerling van Ivan Aivazovski, waarna hij in 1866 naar Sint-Petersburg ging.
Hij was voornamelijk autodidact, maar had vanaf 1868 ook lessen op de Keizerlijke Academie der Schone Kunsten. In deze periode sloot Koeindzji zich aan bij de Zwervers. In 1872 verliet hij de academie, en begon als freelancer te werken. In dat jaar kocht kunstverzamelaar en industrieel Pavel Tretjakov voor het eerst een schilderij van Koeindzji. 
In zijn latere periode experimenteerde Koeindzji met de belichting van het landschap, waarbij vooral Nacht op de Dnjepr en Het Berkenbos opvallen door het kleurgebruik. In 1892 werd hij professor aan de Keizerlijke Academie der Schone Kunsten, en in 1893 een volledig lid. In 1894 werd hij hoofd van de afdeling landschapsschilderen, maar in 1897 werd hij ontslagen vanwege zijn steun aan een studentenopstand. 

## Werken

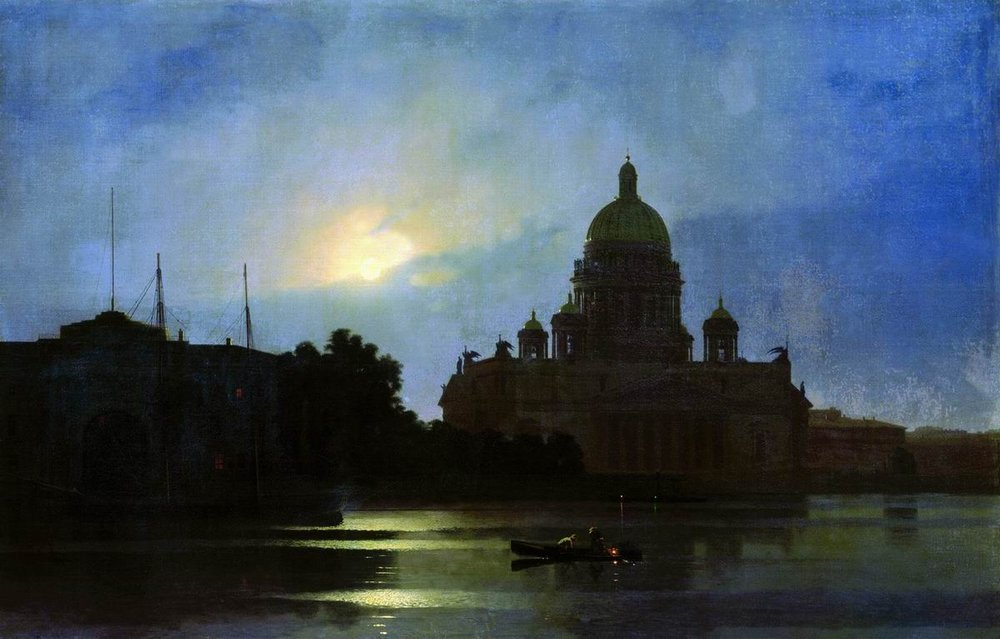
Gezicht op de Izaäkkathedraal bij maanlicht, 1869
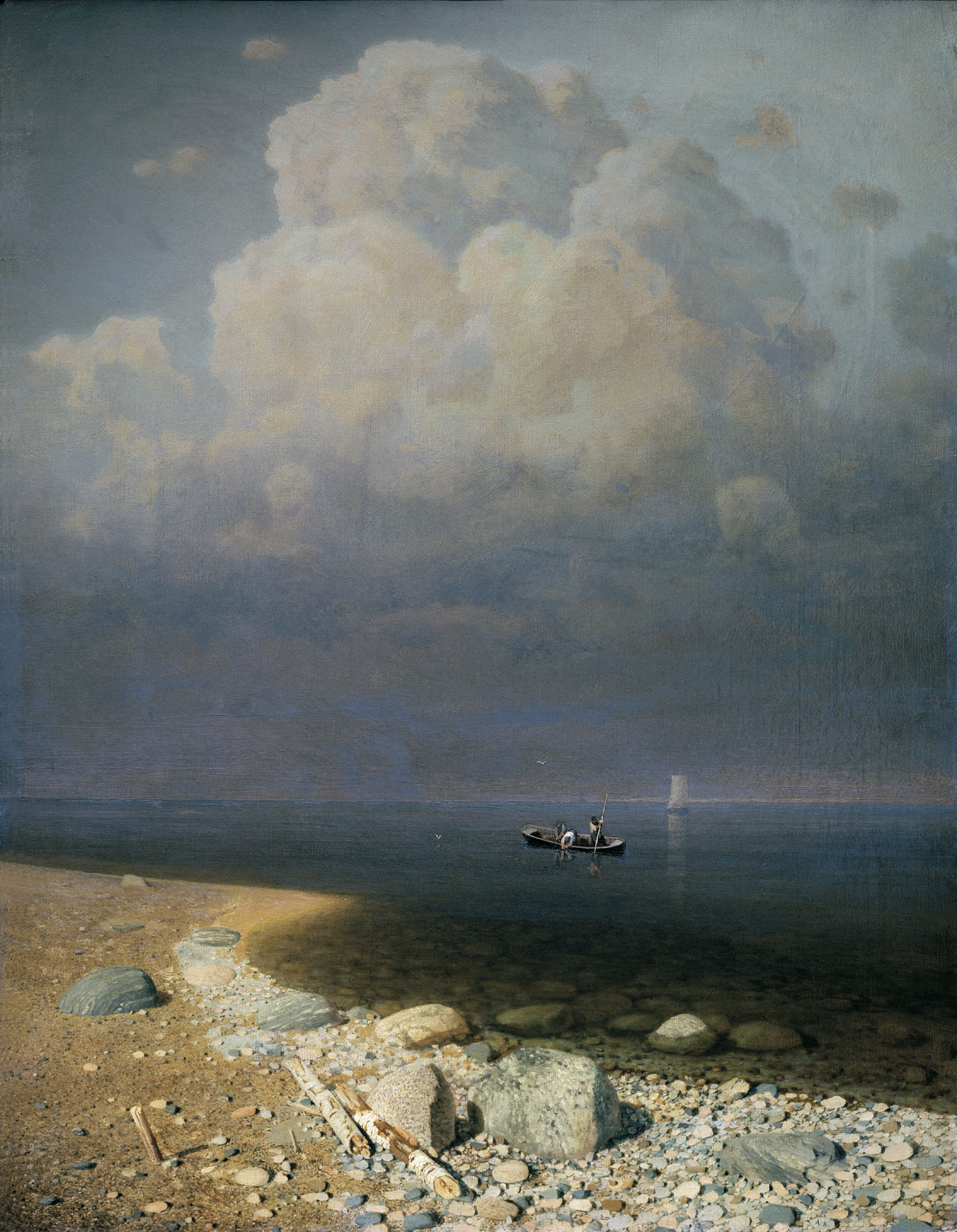
Het meer Ladoga, 1871, Russisch Museum, St. Petersburg
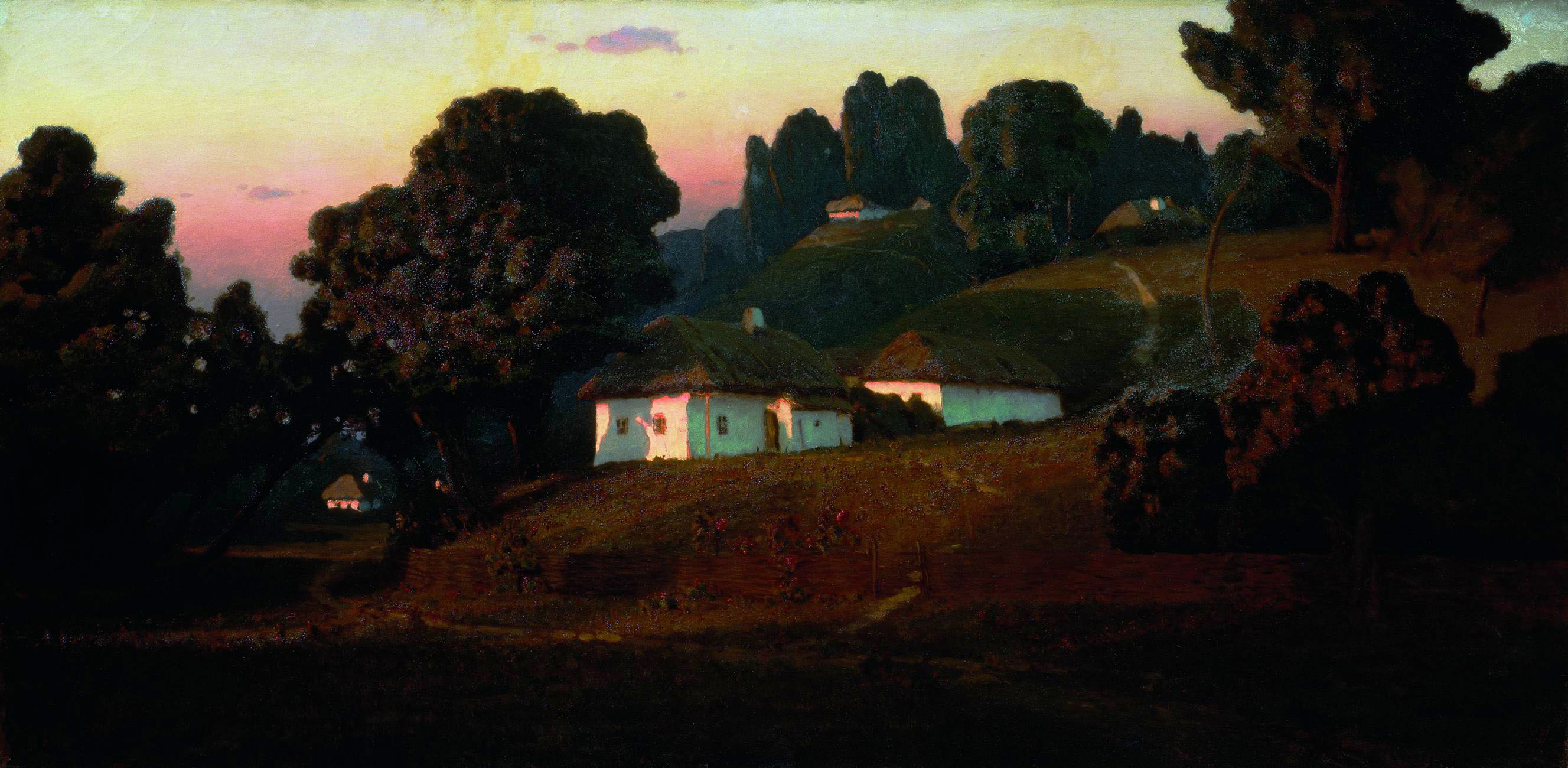
Avond in Oekraïne, 1878–1901, Russisch Museum, St. Petersburg
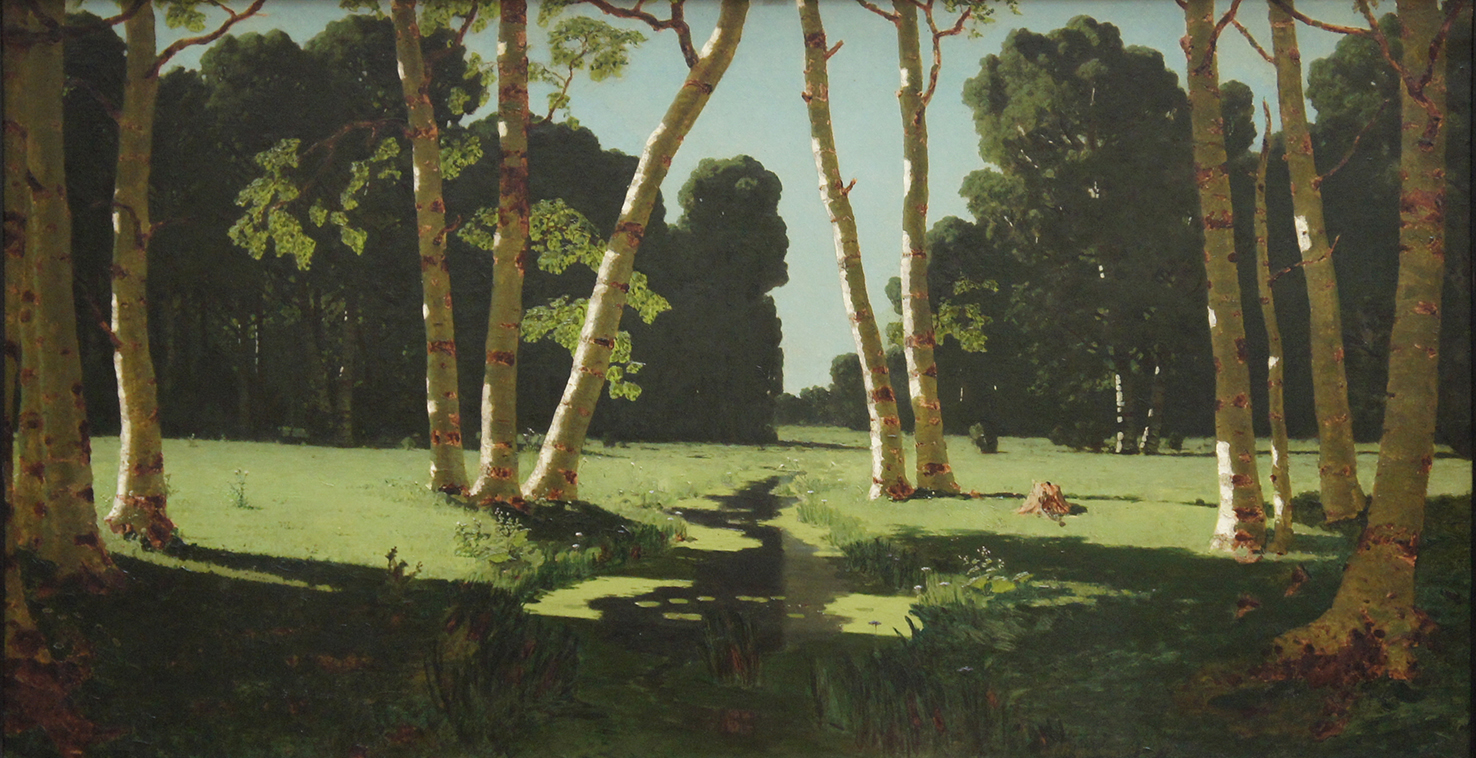
Het berkenbos, 1879, Tretjakovgalerij, Moskou
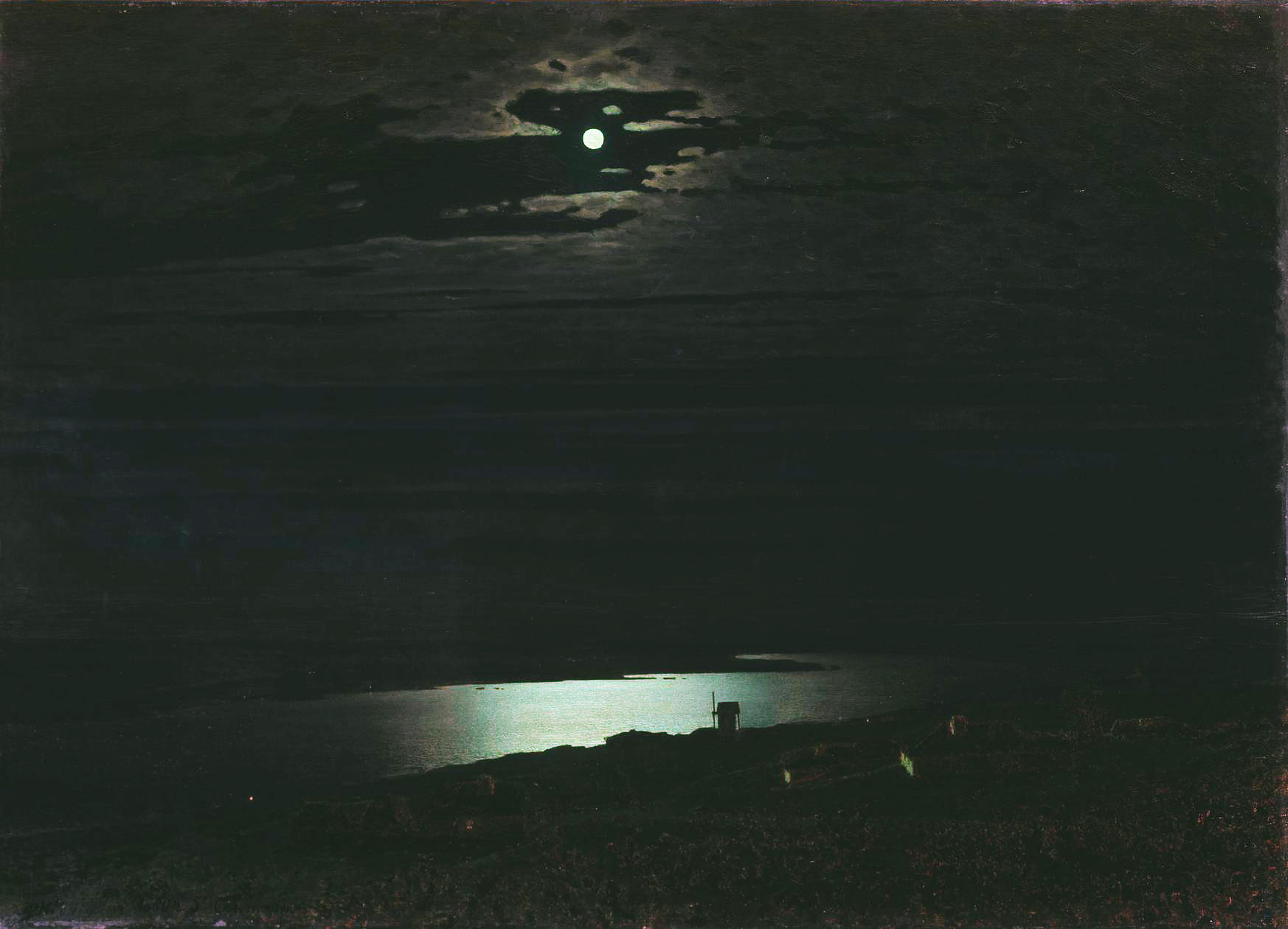
Nacht op de Dnepr, 1880, Russisch Museum, St. Petersburg
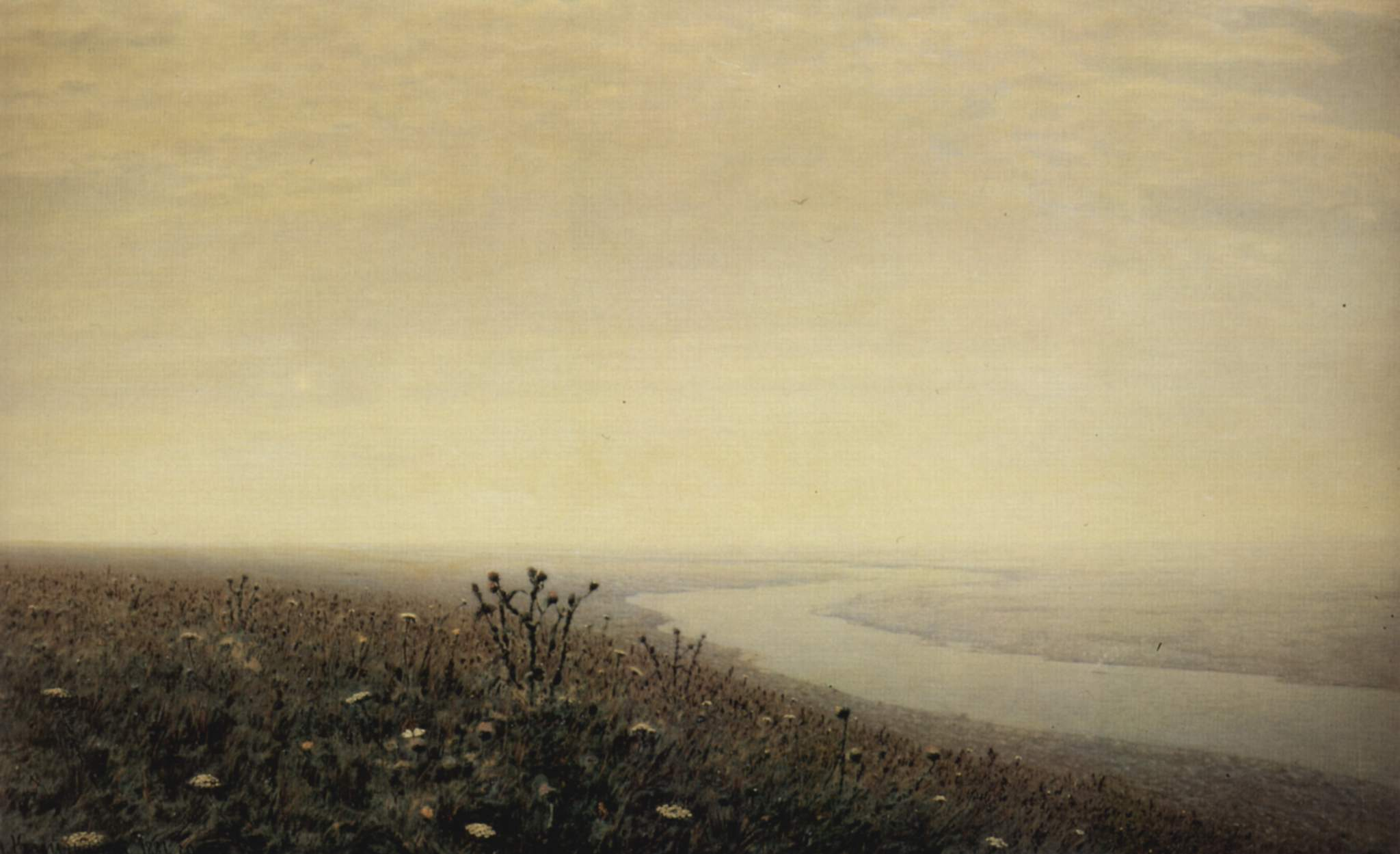
Dnepr in de morgen, 1881, Tretjakovgalerij, Moskou
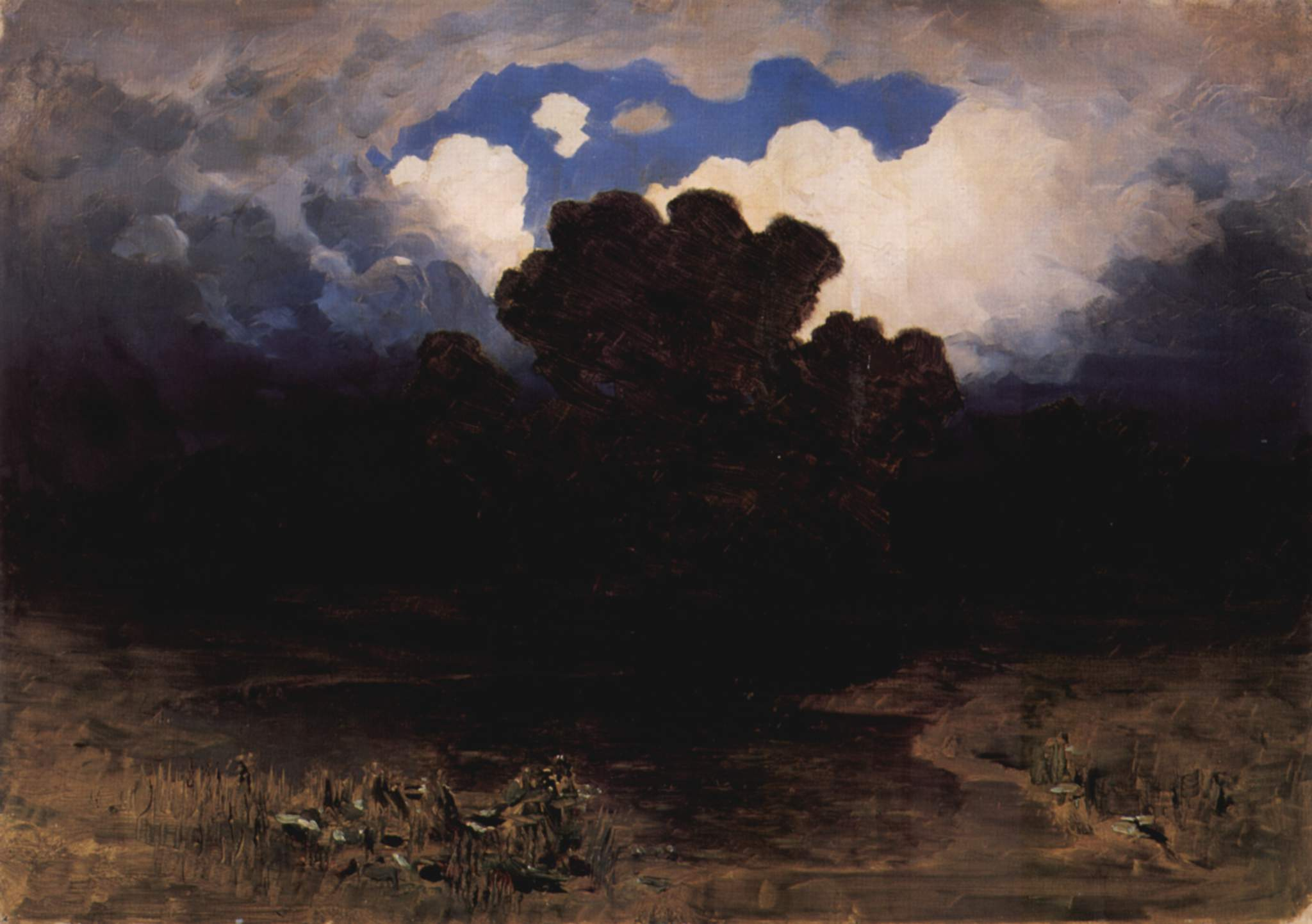
Branding en Wolken, 1882, Russisch Museum, St. Petersburg
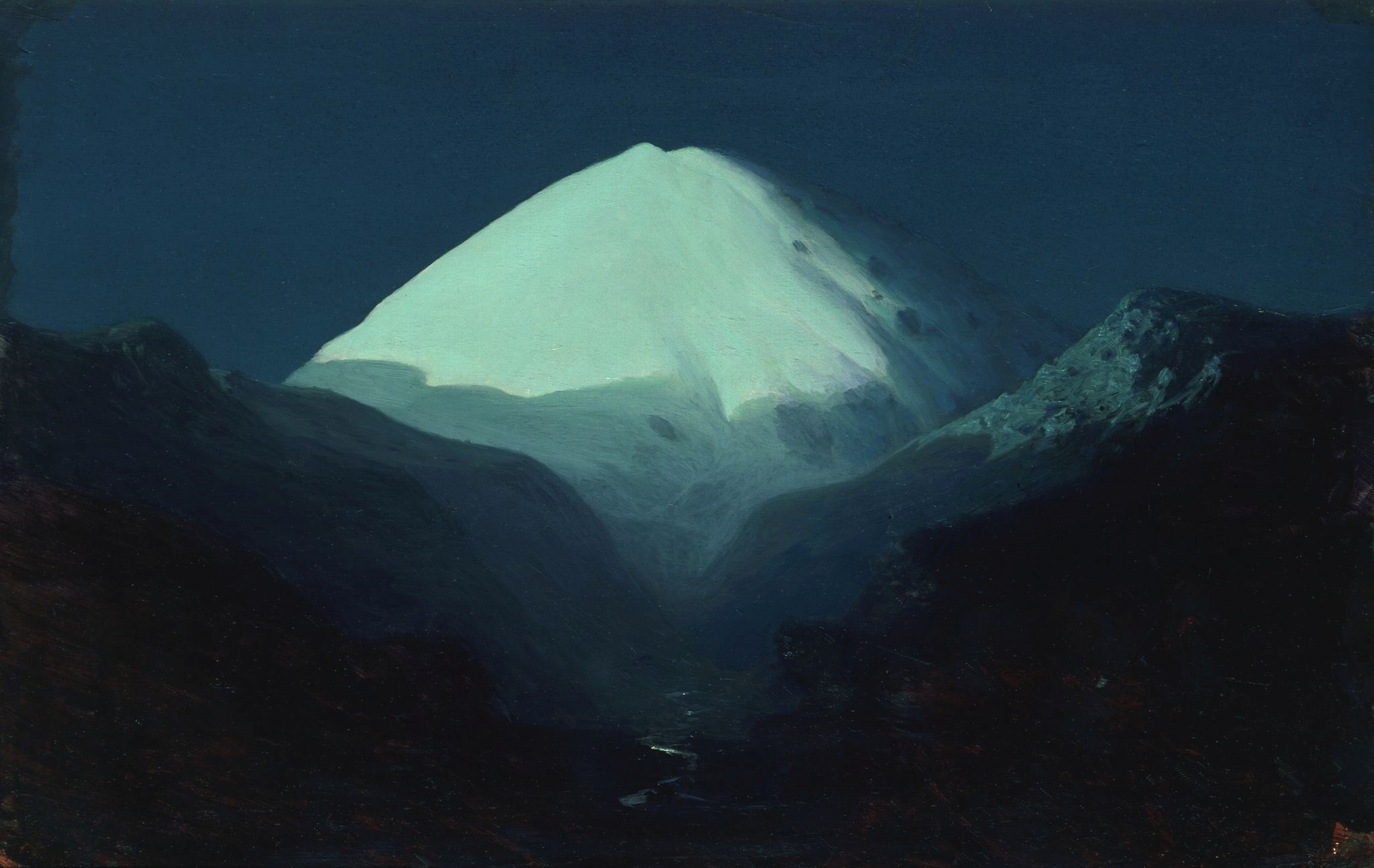
Elbroes, ca.1890-1895, Tretjakovgalerij, Moskou
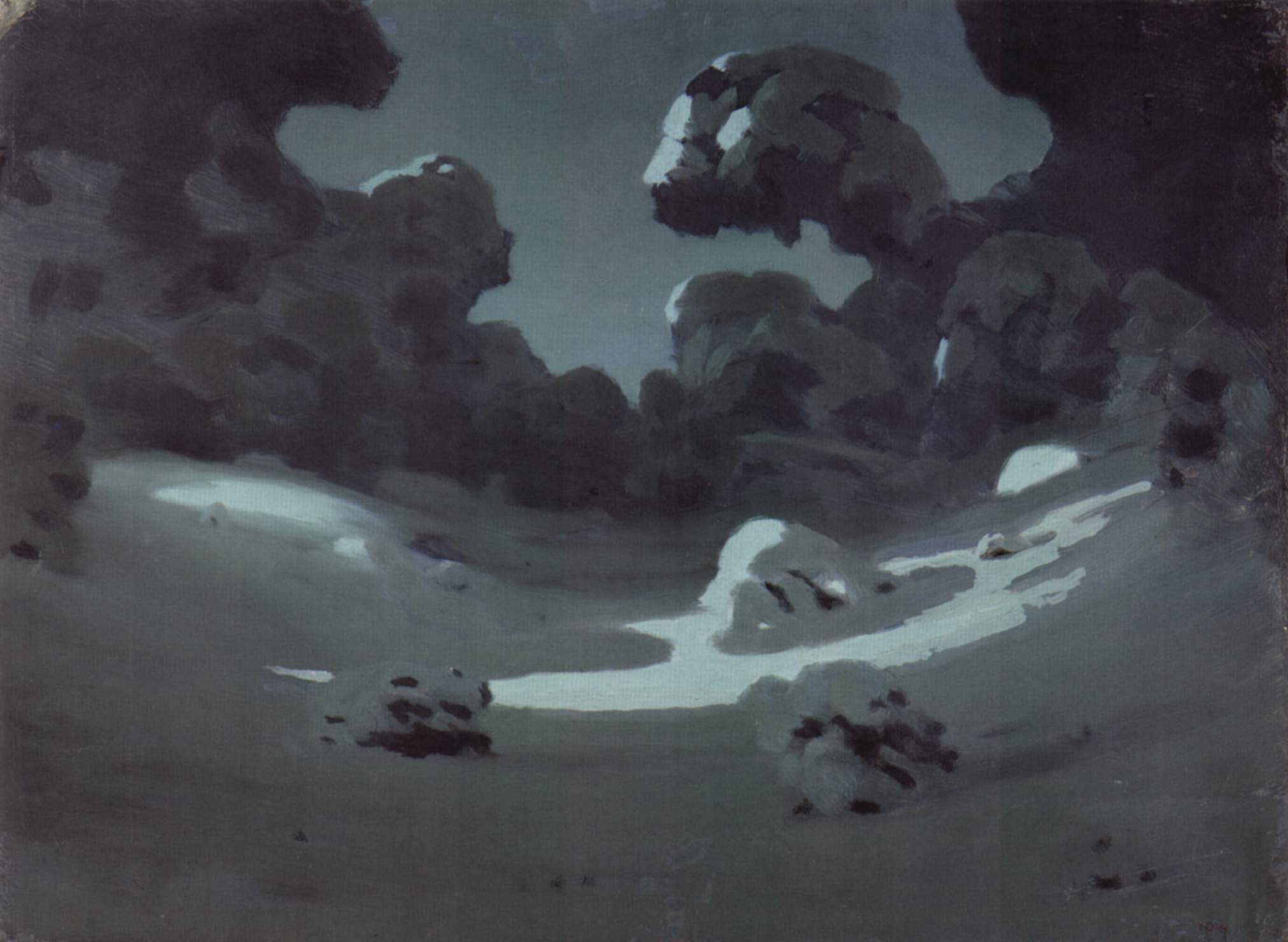
Door de maan verlichte plekken in het bos. Winter, ca.1898-1908, Russisch Museum, St. Petersburg
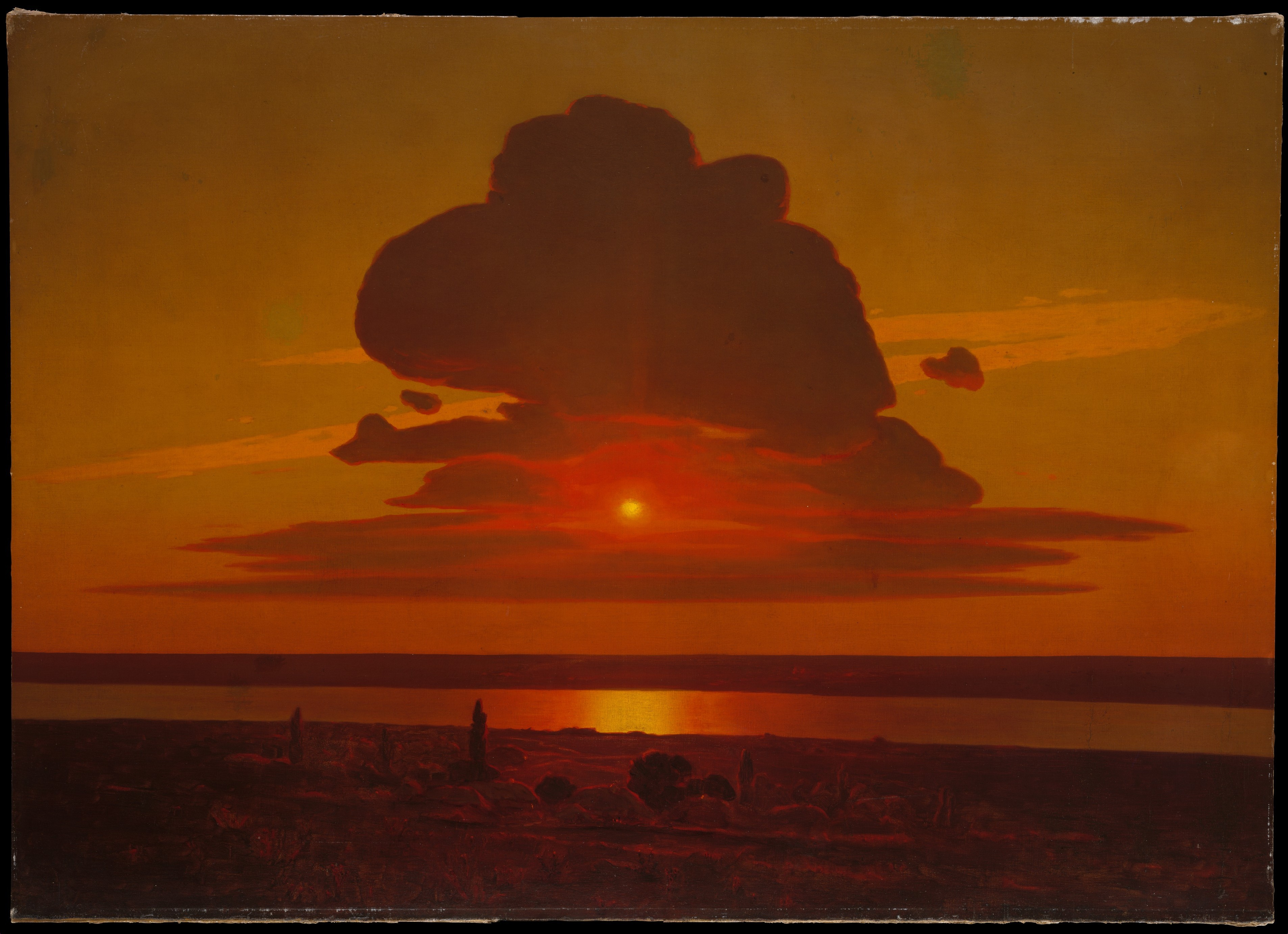
Rode zonsondergang aan de Dnepr, 1905, Metropolitan Museum of Art, New York
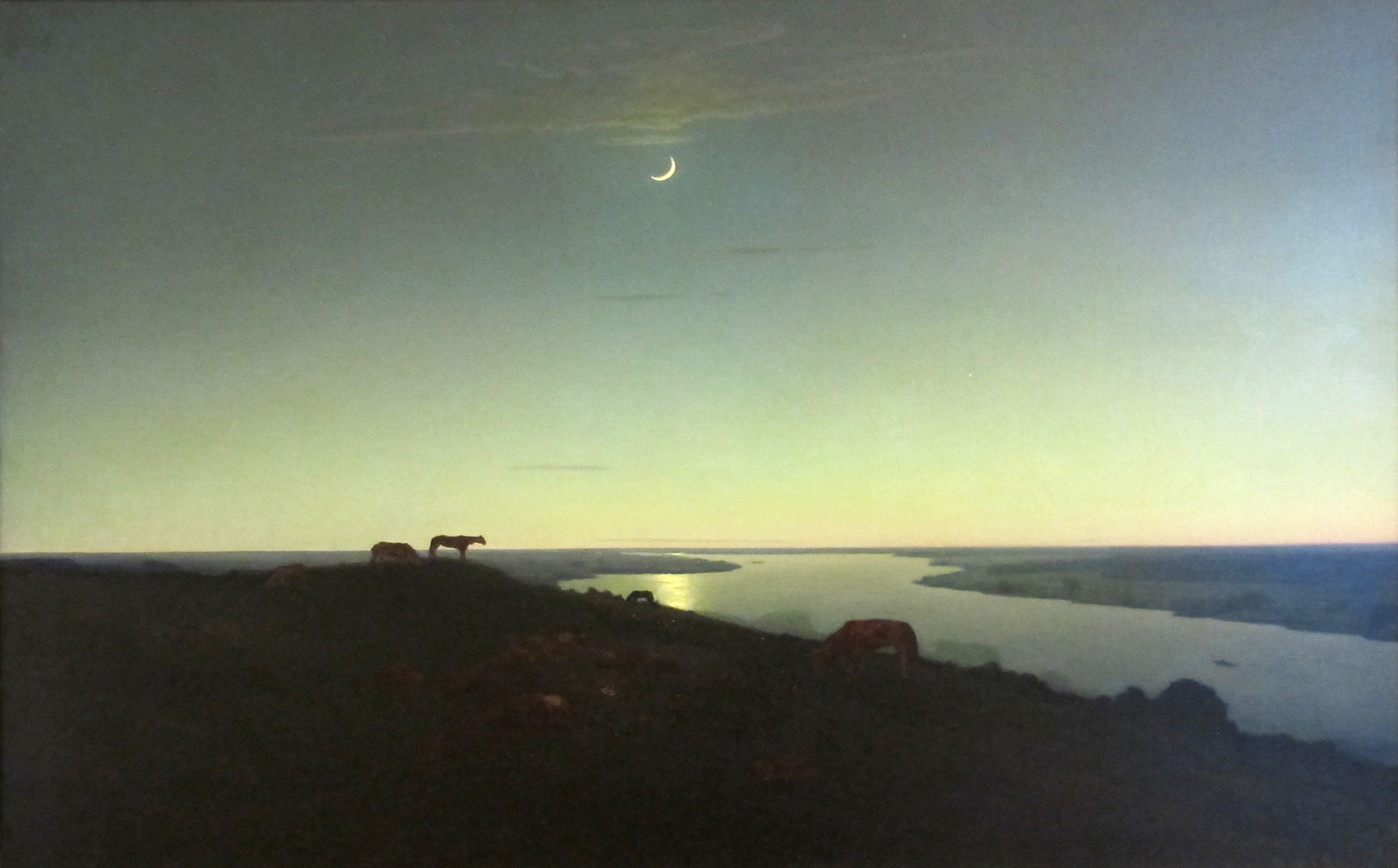
Nocturne, ca.1905-1908, Russisch Museum, St. Petersburg